# Les Baux-de-Breteuil
Les Baux-de-Breteuil är en kommun i departementet Eure i regionen Normandie i norra Frankrike. Kommunen ligger i kantonen Breteuil som tillhör arrondissementet Évreux. År 2022 hade Les Baux-de-Breteuil 686 invånare.

## Befolkningsutveckling
Antalet invånare i kommunen Les Baux-de-Breteuil
Referens:INSEE